# دينيس لوسون
دينيس لوسون (بالإنجليزية: Denis Lawson)‏ (11 ديسمبر 1897 في المملكة المتحدة - ) هو مدرب كرة قدم ولاعب كرة قدم بريطاني (وحمل سابقاً جنسية المملكة المتحدة لبريطانيا العظمى وأيرلندا) في مركز الهجوم. شارك مع منتخب اسكتلندا لكرة القدم. أما مع النوادي، فقد لعب مع كارديف سيتي ونادي بريتشين سيتي ونادي سانت ميرين ونادي كلايد وWigan Borough F.C. ‏ وPark Grange F.C. ‏ وSpringfield Babes ‏.

## وصلات خارجية
- دينيس لوسون على موقع قاعدة بيانات كرة القدم.إي يو (الإنجليزية)